# Vieux cimetières à Novi Sad
Les vieux cimetières à Novi Sad (en serbe cyrillique : Стара гробља у Новом Саду ; en serbe latin : Stara groblja u Novom Sadu) constituent un ensemble de cimetières situé à Novi Sad, la capitale de la province autonome de Voïvodine, en Serbie. En raison de leur valeur patrimoniale, ils sont inscrits sur la liste des entités spatiales historico-culturelles de grande importance de la République de Serbie (identifiant n° PKIC 43),.

## L'ensemble

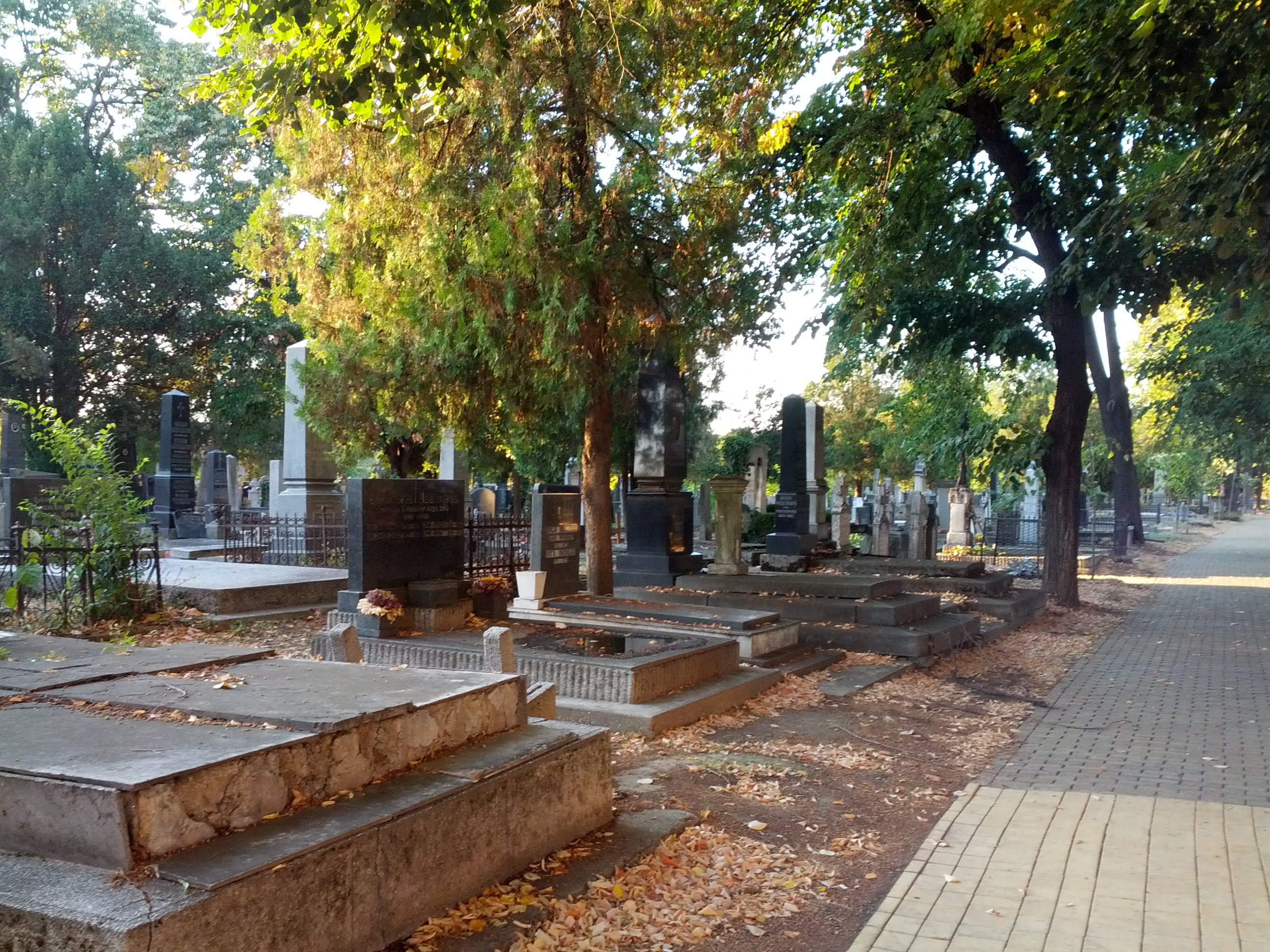
Vue du cimetière de la Dormition

L'ensemble patrimonial est constitué de quatre cimetières : deux cimetières orthodoxes, le cimetière de la Dormition (en serbe : Uspensko groblje) et le cimetière d'Almaš (Almaško grboblje), le cimetière juif (Jevrejsko groblje) et  le cimetière catholique (Katoličko groblje). Ils sont respectivement situés rue Novosadskog sajma (« rue de la Foire de Novi Sad »), 1 Trg mira (« place de la Paix »), rue Doža Đerđa et rue Futoška (« rue de Futog »). Mis en service au XIXe siècle, ils ont été désaffectés en 1974 pour être conservés en l'état.
L'Académie serbe des sciences et des arts souligne la valeur historique et culturelle de l'ensemble en précisant que ces cimetières constituent un « témoignage exceptionnel de la classe sociale et du statut culturel et socio-économique des citoyens de Novi Sad ».

## Tombes particulières

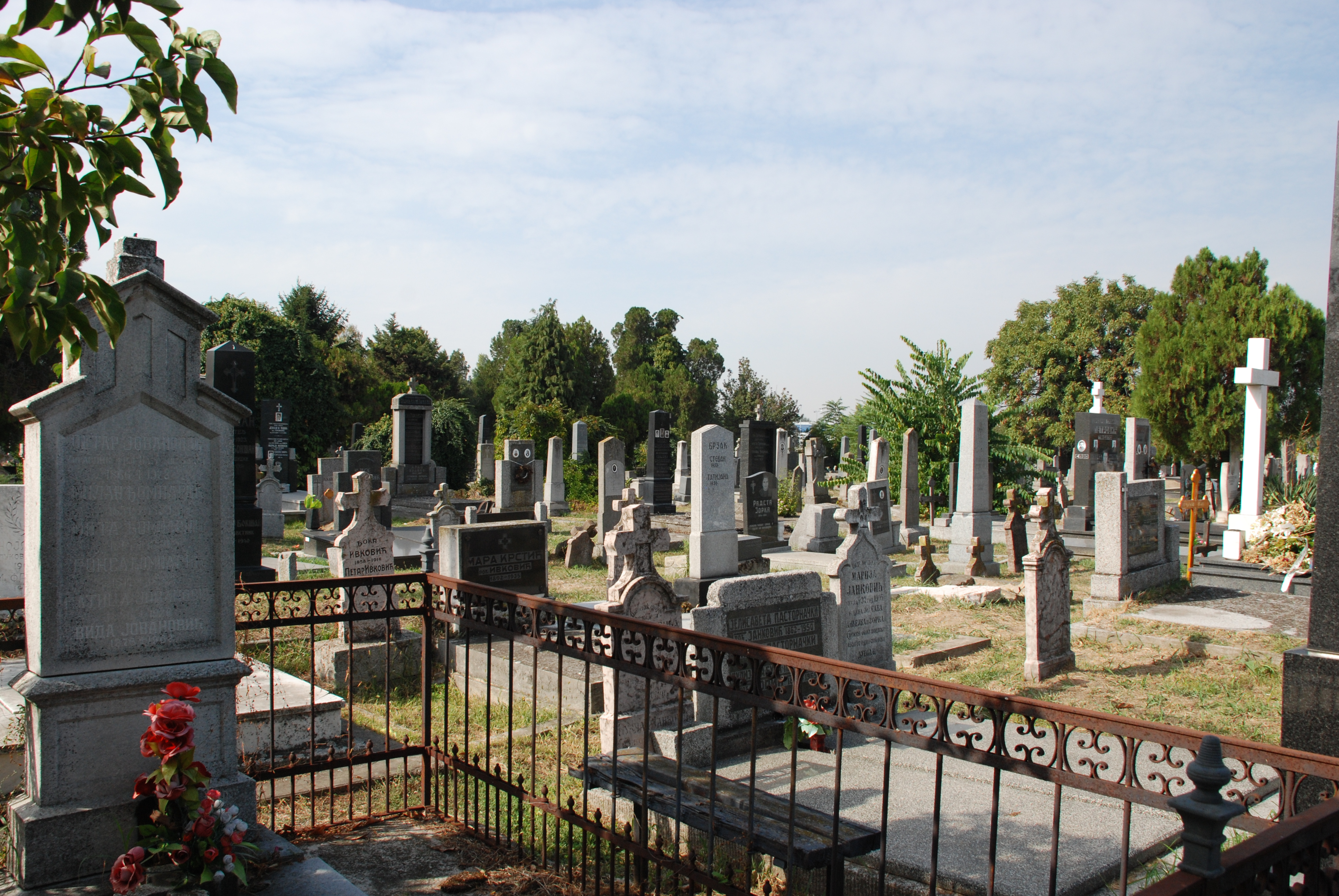
Vue du cimetière d'Almaš

Dans l'ensemble culturel des vieux cimetières, plusieurs sous-ensembles particuliers et plusieurs tombes individuelles sont inscrits sur la liste des monuments culturels de la République. Dans le cimetière de la Dormition, 24 tombes sont ainsi protégées (identifiant n° SK 1588), auxquelles s'ajoutent 19 autres tombes faisant partie d'un ensemble de tombes de personnalités liées à l'histoire de Novi Sad, Petrovaradin, Sremski Karlovci et Sremska Kamenica (identifiant n° SK 1592). Dans le cimetière d'Almaš, 30 tombes sont plus particulièrement désignées (identifiant n° SK 1589) et 14 tombes supplémentaires font partie de l'ensemble SK 1592. Le cimetière juif et le cimetière catholique abritent respectivement 2 tombes et 4 tombes classées.
La tombe de Stevan Milovanov, dans le cimetière d'Almaš, date de 1946 et est inscrite sur la liste des monuments culturels protégés de la République de Serbie (identifiant n° SK 1591).

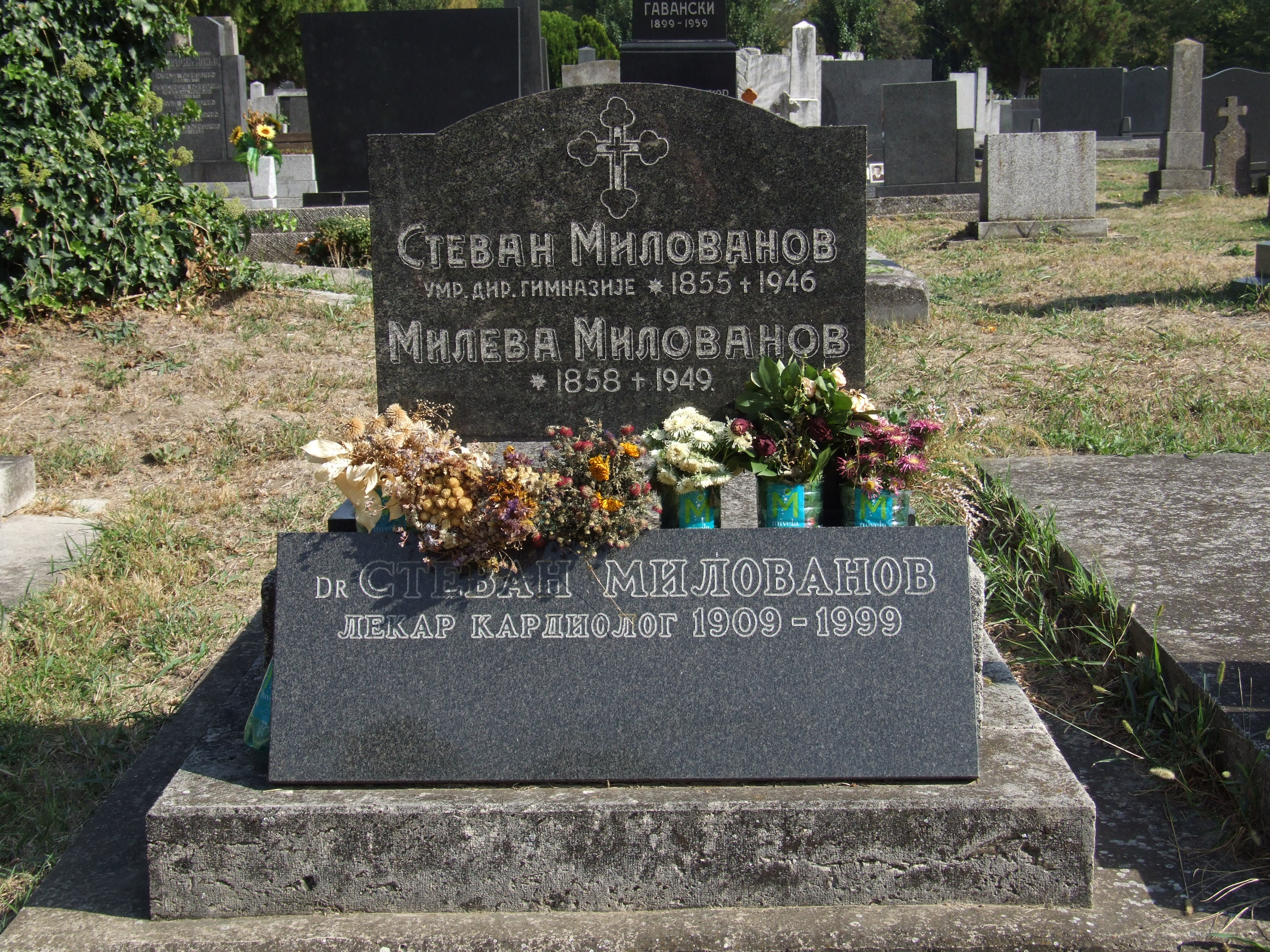
La tombe de Stevan Milovanov